# Centro de Investigaciones de Astronomía

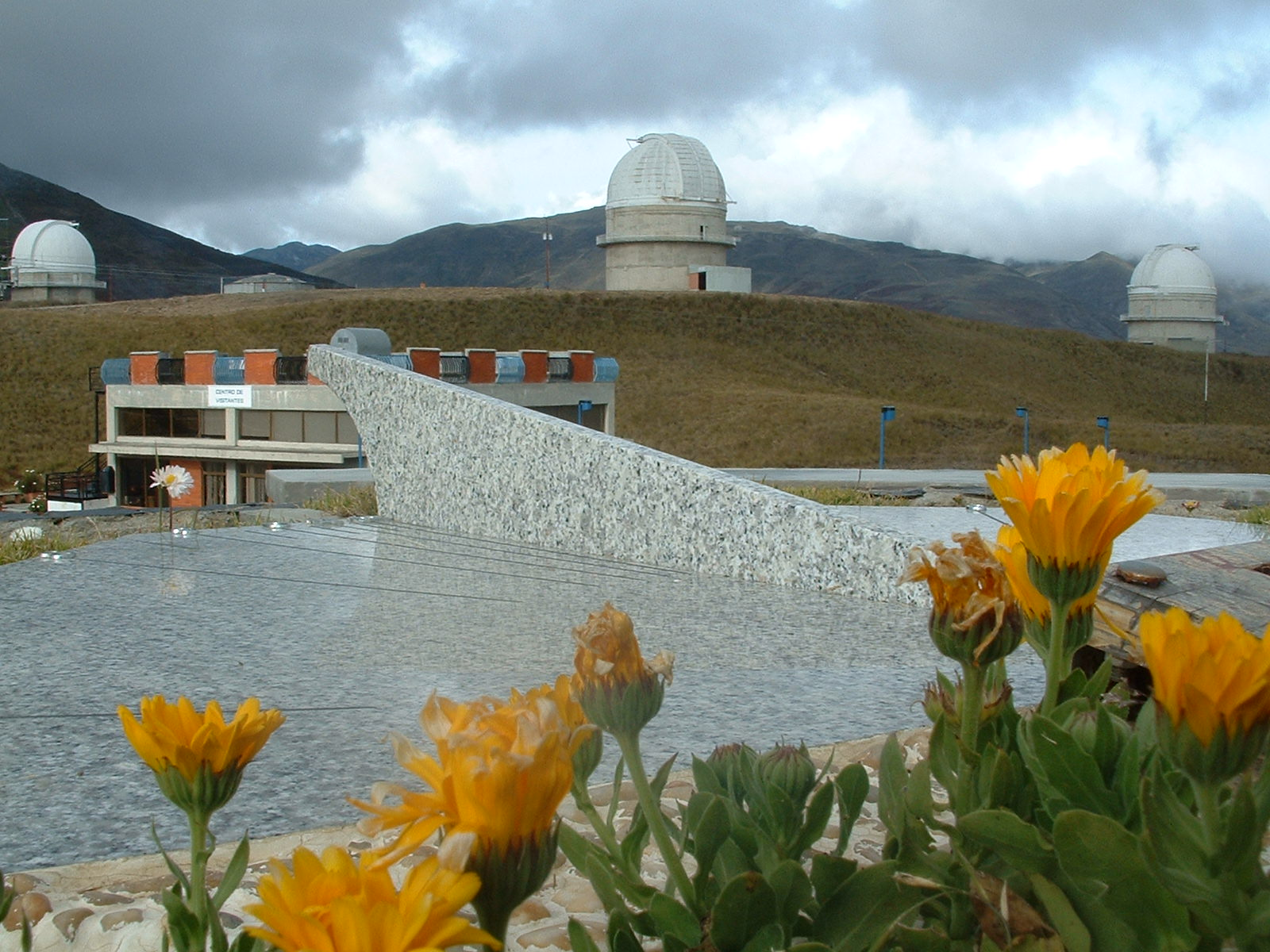
Imagem da instituição

O Centro de Investigaciones de Astronomía (CIDA) é uma instituição da Venezuela, fundada em honra de Francisco J. Duarte em 1975 para promover a observação, investigação, experimentação, trabalho teórico, e divulgação de pesquisas no campo da astronomia. Funciona o Observatório Astronômico Nacional de Llano del Hato e é um dos colaboradores do QUEST.